# Federico Pereyra
Federico Pereyra (* 19. Juni 1988 in San Juan) ist ein argentinischer Volleyballspieler.

## Karriere
Pereyra begann seine Karriere in seiner Heimatstadt bei Obras Sanitarias de San Juan. Seit 2021 spielt er beim iranischen Club Shahdab Yazd. Mit der argentinischen Nationalmannschaft erreichte er bei den Olympischen Spielen 2012 das Viertelfinale. 2021 holte er mit der Nationalmannschaft die Bronzemedaille bei den Olympischen Spielen.